# Claude Arabo
Claude Henri Ferdinand Dalmas Arabo (ur. 3 października 1937 w Nicei, zm. 2 lipca 2013 tamże) – francuski szablista, srebrny medalista olimpijski i czterokrotny medalista mistrzostw świata.
Na igrzyskach olimpijskich w Rzymie w 1960 roku był piąty drużynowo i czwarty indywidualnie. W zawodach indywidualnych przegrał walkę o medal z Włochem Wladimiro Calarese o 2 punkty. Na rozgrywanych cztery lata później igrzyskach olimpijskich w Tokio wywalczył srebrny medal w turnieju indywidualnym. W rundzie finałowej wygrał dwie z trzech walk, w walce barażowej o złoto przegrał z Węgrem Tiborem Pézsą 2:5. W zawodach drużynowych był czwarty. Brał też udział w igrzyskach olimpijskich w Meksyku w 1968 roku, gdzie drużynowo ponownie był czwarty, a w zawodach indywidualnych zajął dziewiąte miejsce.
Podczas mistrzostw świata w Buenos Aires w 1962 roku wywalczył indywidualnie brązowy medal, przegrywając z dwoma Węgrami: Istvánem Kauszem i Tamásem Gáborem. Na mistrzostwach świata w Paryżu trzy lata później razem z kolegami z reprezentacji zdobył drużynowo brązowy medal. Wynik ten Francuzi z Arabo w składzie powtórzyli na mistrzostwach świata w Moskwie (1966) i mistrzostwach świata w Montrealu (1967).
Po zakończeniu kariery pracował jako fizjoterapeuta.